# Anstalten Östragård
Anstalten Östragård är en öppen anstalt i Vänersborg. 
Östragård öppnade som kriminalvårdsanstalt 1994. Anstalten har 173 platser.
Anstalten bedriver behandling i form av programverksamhet. Östragård består av en mottagningsavdelning samt tre avdelningar med olika behandlingsprogram:
- Prism
- Återfallsprevention, ÅP
- ETS - Enhance thinking skills
- MIK - Motiverande samtal i Kriminalvården
- One to One

I anslutning till anstalten finns också ett växthus med butik där de intagna arbetar. I butiken får vem som helst komma och handla grönsaker mm. 
Samtliga intagna bär elektronisk fotboja och kan dagtid vistas fritt innanför det så kallade B-området, som är en 903 meters gångslinga runt anstaltens närområde. På anstalten finns ett mindre gym, pingisrum, boulebana, och en kiosk där intagna kan handla de flesta artiklar. Östragård är en kontantlös anstalt och de intagnas medel sätts över på plastkort som kan användas i kiosken.
Östragård är syskonanstalt med den slutna Anstalten Brinkeberg som ligger ett hundratal meter bort.